# Beat Kohler
Beat Kohler (* 23. November 1974; heimatberechtigt in Landiswil) ist ein Schweizer Politiker (Grüne).

## Leben
Kohler ist ausgebildeter Primarlehrer. Er arbeitete als Journalist und schlussendlich als Chefredaktor bei der Jungfrau Zeitung und als leitender Redaktor der von der Schweizerischen Vereinigung für Sonnenenergie SSES herausgegebenen Fachzeitschrift Erneuerbare Energien. Aufgewachsen ist er in Stettlen bei Bern. Er lebt heute mit seiner Familie in Meiringen.

## Politik
Beat Kohler wurde 2022 in den Gemeinderat (Exekutive) von Meiringen gewählt.
2019 konnte Kohler für den zurückgetretenen Martin Boss in den Grossen Rat des Kantons Bern nachrücken. Bei den Wahlen 2022 wurde er wiedergewählt. Er war von 2019 bis 2020 Ersatzmitglied der Gesundheits- und Sozialkommission und von 2021 bis 2022 Ersatzmitglied der Bildungskommission. Seit 2019 ist Kohler Mitglied der Bau-, Energie-, Verkehrs- und Raumplanungskommission.
Kohler ist Präsident der Regionalpartei Grüne Berner Oberland. Er ist Präsident der Genossenschaft BeO Ost und Vorstandsmitglied der Energiewendegenossenschaft Bern.